# Granges-le-Bourg
Granges-le-Bourg település Franciaországban, Haute-Saône megyében. Lakosainak száma 381 fő (2022. január 1.). Granges-le-Bourg Crevans-et-la-Chapelle-lès-Granges, Faymont, Granges-la-Ville, Mignavillers, Saulnot és Secenans községekkel határos.

## Népesség
A település népességének változása:
| Lakosok száma | 370  | 390  | 383  | 387  | 384  | 381  | 381  | 381  | 381  |
|               | 2010 | 2013 | 2015 | 2017 | 2018 | 2019 | 2020 | 2021 | 2022 |